# ネギ
ネギ（葱、学名: Allium fistulosum）は、原産地を中国西部・中央アジアとする植物。

## 概要
五葷・五辛の1つ。東アジアでは食用に栽培されており、日本では野菜の一つとして扱われている。分蘖して主に緑の葉の部分を食べる「葉ネギ」と、細長くのびて主に白い葉鞘の部分を食べる「長ネギ」（根深ネギ）と呼ばれる系統がある。
クロンキスト体系ではユリ科とされていたが、APG植物分類体系ではヒガンバナ科ネギ亜科ネギ属に分類される。

## 名称
和名ネギの由来は、古名「き」によるとされる。別名は「一文字(ひともじ)」「比止毛之」。「あさつき」「浅葱色(あさぎいろ)」「分葱(わけぎ)」などにその影響が残っている。現在の「ネギ」は「根葱」からきていると言われ、茎のように見える葉鞘の基部の白い部分を、根に見立てたからとする説がある。日本の古名では「冬葱」「祢木」とされ、「き（紀）」ともいう。枝分れした形が「人」の字に似ているからともいう。
学名の種小名 fistulosum はラテン語で「中空の」という意味をもつ。ネギの標準学名は、Allium fistulosum L. であり、狭義のネギでは、Allium fistulosum L. var. giganteum Makino を学名としている。
英語ではリーク（Leek）、またはウェルシュ・オニオン（Welsh onion）、仏名はシブール（ciboule）、シヴァ（cive), カタルーニャ語で冬玉ねぎ (ceba d'hivern)、などと呼ばれ、中国植物名で葱（そう）という。英名の "Welsh" はドイツ語の "welsch" に由来し「外国の」という意味である。

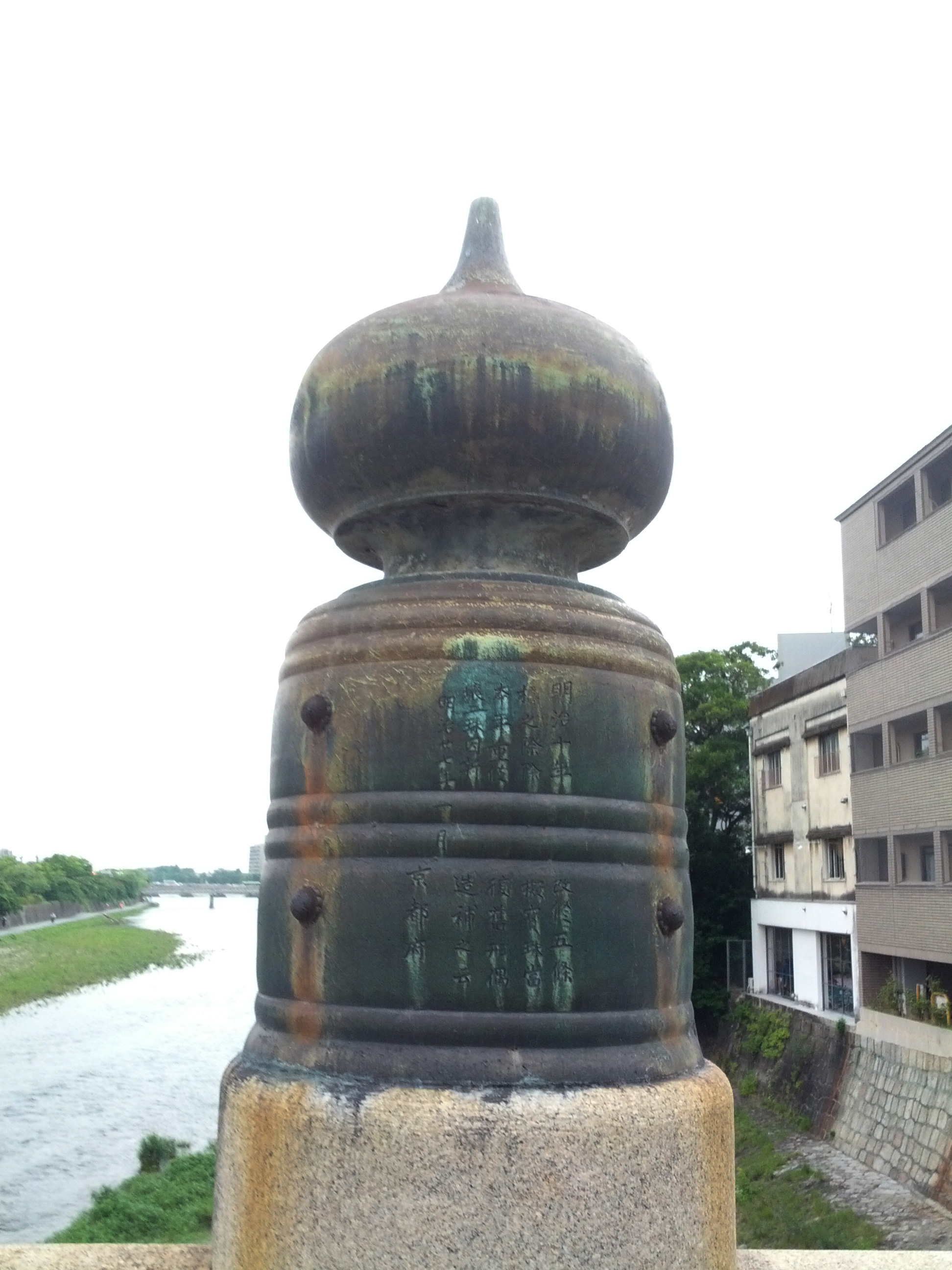
擬宝珠（京都・五条大橋）

日本では収穫されたネギのことを、収穫時期によって「夏ネギ」と「冬ネギ」に呼び分けており、また白い部分が多いネギは「根深ネギ」、緑の部分が多いネギを「葉ネギ」と呼んでいる。東日本では単に「ネギ」というと、成長とともに土を盛上げて陽に当てないようにして作った風味が強く太い根深ネギ（長葱・白ネギ）を指し、他は「ワケギ」「アサツキ」「万能ネギ」「九条葱」などの固有名で呼んで区別をする。西日本では陽に当てて作った細い葉ネギを「青ネギ」と言い、根深ネギは「白ネギ」「ネブカ」などと呼ぶ場合もある。こうした地域差は薄らぐ傾向にある。
なお、アサツキは植物種（学名：Allium schoenoprasum var. foliosum）であるが、青果市場では葉ネギを若採りしたものを「あさつき」と呼ぶこともある。
ネギにまつわる言葉も多い。抽苔したネギに生じる花蕾は坊主頭を連想させるため「葱坊主」（ねぎぼうず）とよぶ。橋の欄干につくネギ坊主に似た飾りを「擬宝珠」（ぎぼし）というが、「擬宝」とはネギ坊主のことを表した言葉である。萌葱色は葱の若芽のような黄色を帯びた緑色、浅葱色は薄い葱の葉にちなんだ明るい青緑色のことである。

## 特徴
畑で栽培される多年草。分蘖しにくい1本ネギの品種と、分蘖しやすい品種がある。また、地方ごとに多数の在来品種がある。
ネギの葉は白い葉鞘（ようしょう）の部分と、緑色の葉身部からなって重なり、一見すると茎のように見えことから偽茎とよんでいる。葉身部は管状で太く、先端は尖り、白っぽい粉が吹いた緑色で、粘液を含んでいる。冬の低温に感応して花芽ができ、春に薹（とう）立ちして花序がつき開花する。ネギの花序は、葉の間から伸びた円柱状の花茎の先端につき、俗に「ネギ坊主」と呼ばれる。ネギ坊主は薄い膜質の総苞に包まれて、中に多数の小花があり、白緑色の花を密集して咲かせる。

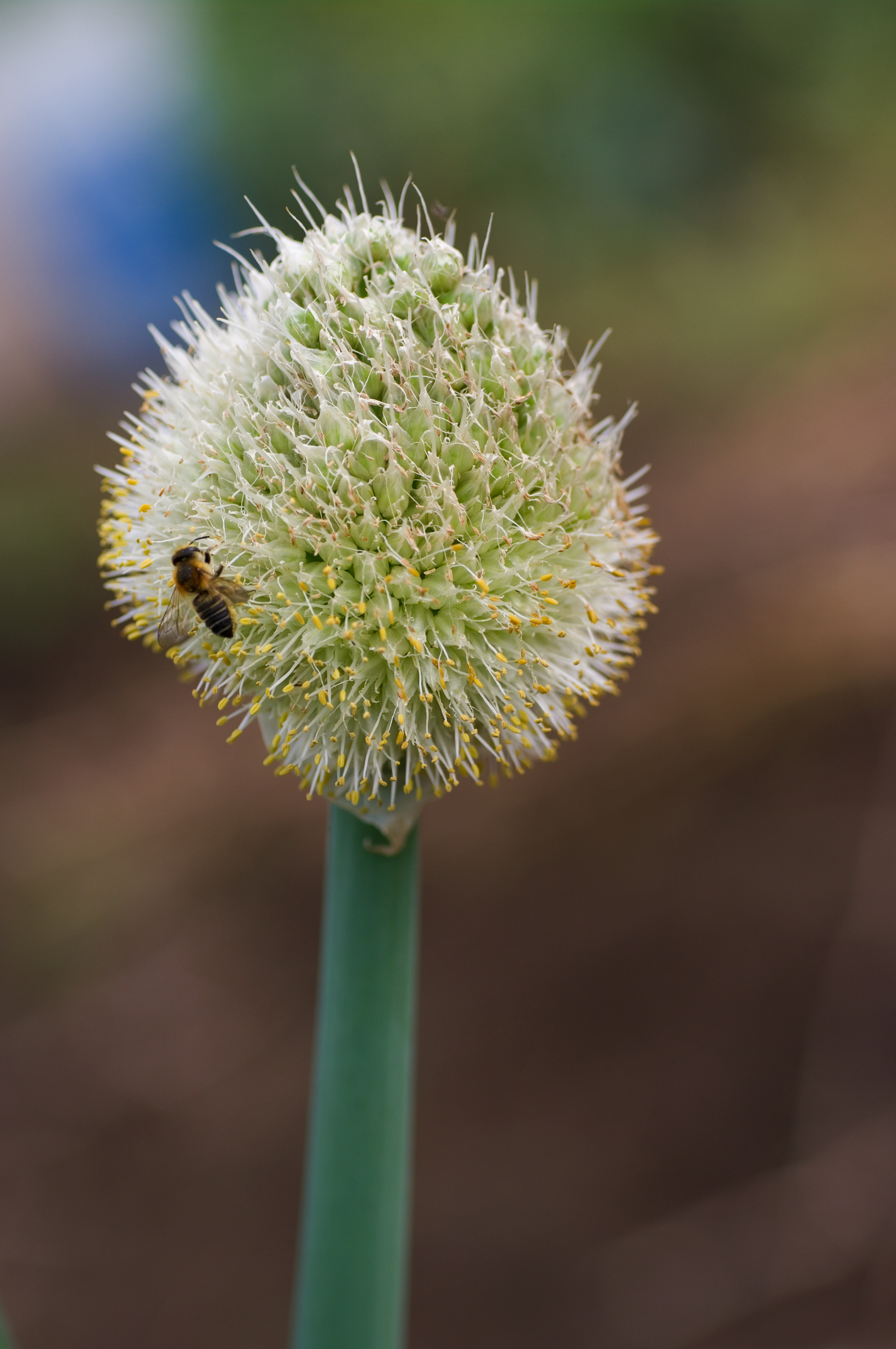
ネギの花（ネギ坊主）
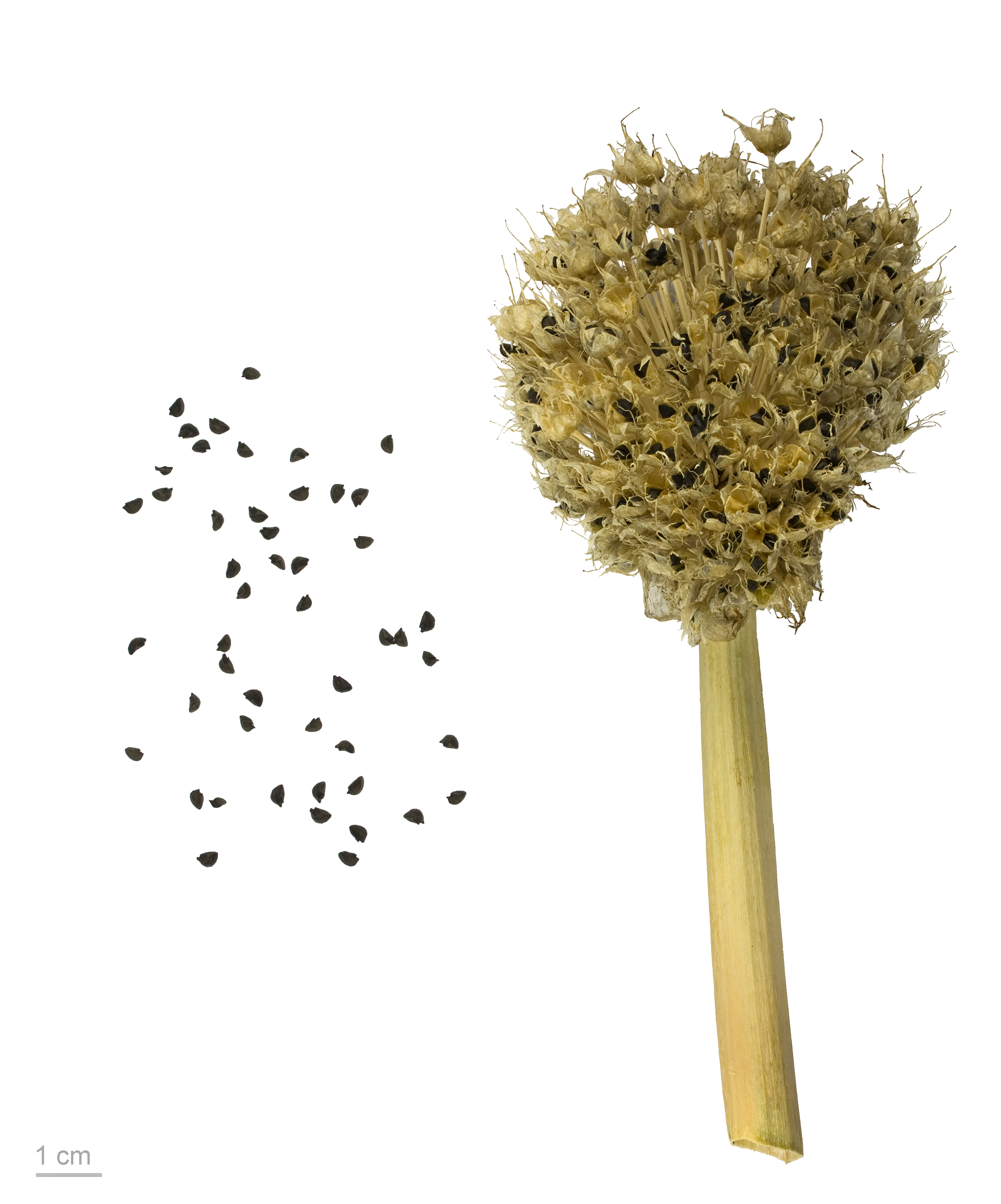
Allium fistulosum
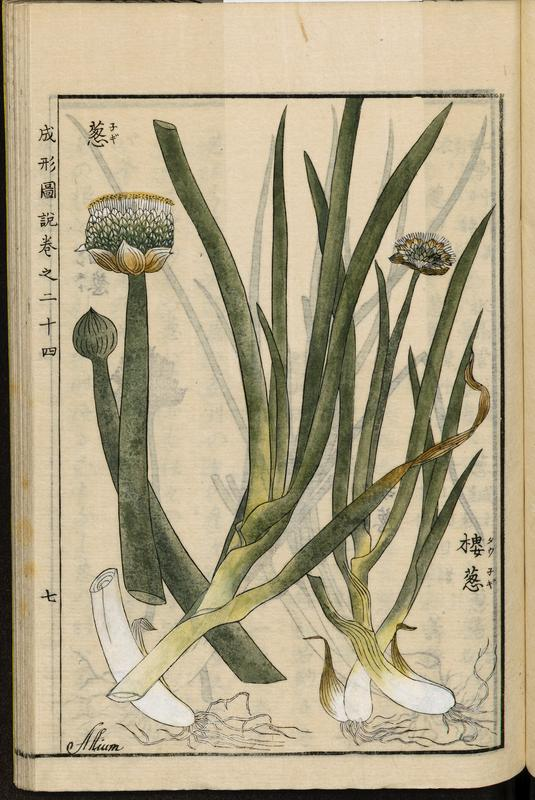
『成形図説』

## 歴史
中国西部やシベリア、中央アジアのアルタイ地方あたりの乾燥地帯が原産といわれ、古代中国の漢代に書かれた『礼記』などの記録から、紀元前200年ごろには既に中国で栽培されていたことが分かっている。
日本には奈良時代に渡来し、古くから親しまれてきた野菜である。そのため、各地で在来種もつくられている。『日本書紀』（720年成立）の仁賢天皇6年（493年）9月に「秋葱」の名で登場するのが日本最古の記録といわれている。ヨーロッパへは16世紀になって伝わったが、あまり普及はしなかった。

## 分類
大別すると、主に白い部分を食用にする根深ネギと、緑色の部分を食べる葉ネギがある。ふつう関東地方では下仁田ねぎに代表される根深ネギ系が、関西では九条ねぎに代表される葉ネギ系が好まれる傾向がある。いくつか品種群があり、下仁田ねぎなどの加賀群が寒地に分布し、千住ねぎ群が関東地方を中心に根深ねぎとして栽培され、九条ねぎ群は西日本で多く栽培されている。このほか、茨城県の一部で栽培される千住群の赤ねぎなどがある。
根深ねぎで商業的に多く栽培されるほとんどのものはF1種（雑種第一代）であるが、日本各地で栽培される長ネギは固定種（在来種）も多く栽培されている。在来種には、太ネギや曲がりネギ、赤ネギなど、さまざまな形態をもつネギが見られる。

### 変種
- Allium fistulosum L. var. giganteum Makino – 狭義のネギ。
- Allium fistulosum L. var. viviparum Makino – ヤグラネギ。

### 根深ねぎ
別名「長ネギ」「白ネギ」、あるいは「太ネギ」ともよばれる関東地方で多く出回っている系統（加賀系・千住系）で、主に白い部分（葉鞘）を食用する。葉鞘が伸びるにつれて、土寄せし、葉鞘を軟白栽培したもので、大抵はネギの中では丈は長い。また、葉ネギとくらべて、茎の根元から分蘖しにくい品種がある。
宮城県仙台市や福島県、栃木県などでは「曲がりねぎ」という栽培法があり、土を盛上げながらある程度育てたら、新たに土を盛ったり一度抜いたりして横向きに植え直すことにより、植物の光に向かって伸びる性質によってネギが曲がる。これは、土の層が薄かったり地下水位が高かったりする土地でネギをつくる方法だと言われる。このような栽培は手間がかかるため、作付面積が少ない。

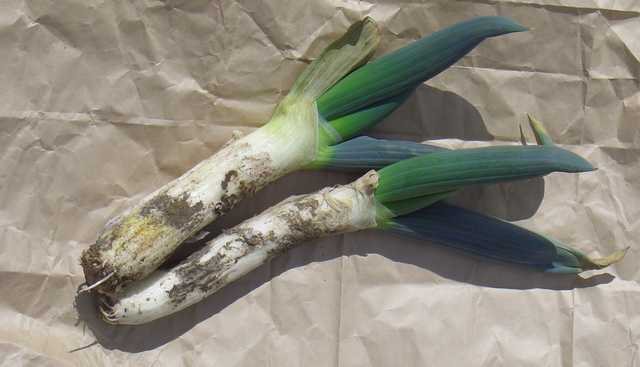
下仁田ねぎ

- 深谷ねぎ - 埼玉県深谷市の銘柄。薬味、鍋物・煮物料理などに向いている[23]。
  - 妻沼ねぎ - 埼玉県熊谷市の銘柄。
- 下仁田ネギ - 群馬県下仁田町の名産で、別名「殿様ねぎ」とも呼ばれている。株が分かれない1本ネギで、太くて短いのが特徴[23]。肉質はやわらかで、生では辛味があるが、加熱調理すると濃厚な甘みが出る[19][20]。
- 上州ネギ - 下仁田ネギと長ネギをかけた、太めの1本ネギ。葉鞘部分が長くて白く、煮込むと甘みが出る[23]。
- 千住葱（東京都千住）
- 越谷ねぎ - 埼玉県越谷市の銘柄。白身がしっかりと締まり、料理に使っても煮崩れぜず、辛味と甘みが絶妙なのが特徴。その品質の高さから高級食材として名高く、都内の有名料亭、高級料理店や蕎麦屋などでも使われている[24]。
- 矢切ねぎ（千葉県松戸市）
- 株ネギ （神奈川県相模原市）
- 西谷ねぎ - 神奈川県横浜市保土ケ谷区に伝わる伝統野菜の一つ。分けつする根深ねぎであり、株分けを経て1年半かけて栽培される[25]
- 赤ねぎ - アントシアニンを色素に持つため、赤紫の皮があるのが特徴。皮をむくと中は白い。加熱すると独特な甘みが出る[20]。
  - 赤ヒゲネギ - 茨城県水戸地方在来の選抜改良種で、5 - 10本くらいに分蘖する赤ネギの種[19]。明治時代に西洋赤ネギとの交配からできた「圷（あくつ）ネギ」をもとに、改良されたうちの一品種[26]。葉・葉鞘ともに軟らかく、甘みがある[23]。
  - 平田赤ネギ - 山形県庄内地方の赤ネギ品種で、明治時代に赤タマネギと交雑したとされる[27]。太く、ずんぐりした形で、軟らかく苦味が少ない[23]。
  - ひたちべにっこ - 茨城県の赤ネギ品種。葉鞘部分は赤紫に発色する。軟らかくて加熱すると甘みが増すため、鍋物に向く[23]。
- 徳田ねぎ（岐阜県）
- 越津ネギ（愛知県）土寄せをするが、中には葉ねぎに近く葉の部分が多い品種もある。
- 大和太ネギ - 奈良県（旧大和国）の品種。葉先は柔らかく、アリシンがの他のネギよりも豊富。生では辛味が強いが、煮込み料理や焼きネギなどの加熱調理に向く[23]。
- 曲がりねぎ：斜めに植え付けて、自然に斜めに立ち上がって曲がった形になるネギ。
  - 仙台曲がりねぎ - 東北地方の伝統種で宮城県仙台市の銘柄。「余目一本太」（あまるめいっぽんふと）という品種で知られる[19]。柔らかくて甘みがある[23]。
  - 新里ねぎ（栃木県宇都宮市）[28]

### 葉ねぎ
別名「青ネギ」ともよばれる系統（九条系）で、緑の部分が多くて葉が柔らかく、関西で好まれている。根深ネギと比べて、根に近い茎の部分から分蘖しやすい特徴がある。土寄せをしないで育て、長くて軟らかい葉の部分も食べる。
- 難波葱（大阪）
- 九条葱 - 関西で好まれる京都発祥の伝統野菜。夏に収穫する細い青ネギの「九条細ネギ」（浅黄種）と、冬の「九条太ネギ」（黒種）がある[23]。浅黄種のほうは、株がよく分蘖する[19]。太ネギのほうは土寄せして軟白部を多く育てると甘みのあるネギになる[26]。緑の部分が長くてやわらかく、葉と茎の両方とも、和え物や鍋物、薬味などに使われる[29][23][26]。
- 岩津ねぎ（兵庫県）
- 結崎ネブカ（奈良県、大和野菜の一つ）
- 観音ネギ（広島県）
- 谷田部ネギ 白い部分が多い
- 地ネギ 別名「真ネギ」（神奈川県小田原市）
- ヤグラネギ（さんがいねぎ）地に落ちた子ネギを栽培する
- 小ねぎ（万能ネギ） - 九条細ねぎの改良品種で、青ネギを若取りしたもの。和・洋・中華の食材に生でも調理して使用され[30]、主に薬味や汁物の具に使われる[31]。
- みさきネギ - 九条ネギ系の細く分蘖するネギ。香りが良く、刻んで薬味に向いている[31]。
- 姫ネギ - 長さ9 cmほどの水耕栽培でつくられる極細のネギ。灰汁が少なく、香りが高いことから、汁物の具や料理の飾りに使われる[31]。

## 栽培

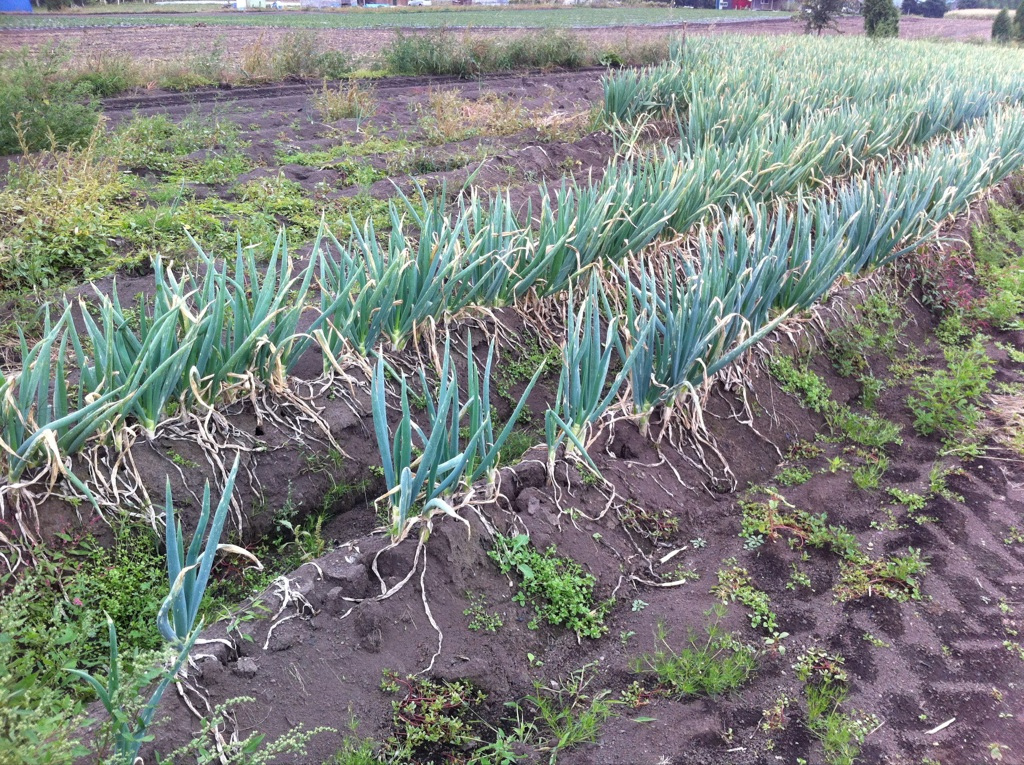
畑で栽培される根深ネギ。茎（葉鞘）を白くするため、土寄せして畝を高くして作る。

ネギの旬は冬であるが周年栽培が行われていて、春に種をまいて冬に収穫する「春まき栽培」と、秋に種をまいて夏から秋に収穫する「秋まき栽培」がある。栽培方法はやや難しく、栽培時期はふつう春（3月）に種をまき、冬から翌年3月の春先まで収穫する。耐寒性、耐暑性ともに強く、乾燥にも強いという性質があり、栽培適温は15 - 20度、発芽適温は15 - 28度とされる。しかし、湿度には弱く、特に根深ネギは通気性のよい土壌で育てられる。連作は可能という意見と、連作障害があるため同じ畑では1 - 2年空けるようにするという意見がある。栽培に適する土壌酸度は pH 6.5 - 7.0で、畑は栽培を始める1か月前に全体的に石灰と堆肥を入れてごく浅く耕しておく。基本は畑で苗を育てて、植え付けの時に堆肥や藁などを入れて、土寄せを行いながら育てていく。根深ネギと葉ネギの栽培方法の違いについては、関西の土壌は、関東や北日本に比べて層が浅く、土が重いために栽培方法の違いにつながったとされている。ネギ坊主がつく頃になると品質を損ねるため、早めに収穫する。

### 根深ネギの栽培
根深ネギ（長ネギ）は、春（3 - 4月）に種をまいて苗を作り、初夏（6 - 7月）に苗を畑に植え付け冬に収穫する「春まき」栽培と、秋（9月）に種をまいて翌春（4月）に苗を植え付け、秋に収穫する「秋まき」栽培の作型がある。白い部分を育てるには、日を当てないように株に土寄せすることが重要になり、1か月に1回の頻度で土寄せと追肥を行っていく。秋（10月ごろ）からが収穫期で、翌年の初春（3月）を迎えるまで冬の間は長い期間収穫できる。根深ネギは土寄せを繰り返しながら葉鞘部を長く育てるので、土の量が制限されるプランター栽培には向いていない。F1品種（一代雑種）の根深ネギは、見た目よく直線的に育てるのが基本であるが、在来種の曲がりねぎ群は、栽培される産地で冬季に土壌が凍るため、浅く斜め横向きに苗を植えて、わざと曲げて作られる。
種子は発芽率は悪い方で嫌光性であるので、筋まきで少し多めに播種してから覆土をして鎮圧し、乾燥させないように水やりをする。発芽して苗ができたら覆土と追肥を行って、株間に隙間が空くように間引きを行っていく。苗の草丈が7 - 8センチメートル (cm) のころと、その1か月後の2回にわたり、苗のわきに溝をつくって追肥を施して軽く土寄せし、長さ20センチメートル (cm) 、鉛筆くらいの太さ（直径8 - 10 mm）の苗に仕上げる。植え付け前の畑は元肥は必要とせず、日当たりのムラを無くす目的で東西方向に深さ30 cmほどの溝を掘ったところに、株間7 - 8 cm程度、苗を斜めに立てかけるように自立させて定植する。長ネギの根は多くの酸素を吸収する性質があり、完全に土に埋めると酸素不足で生育が悪くなる。これを防止するため、掘った溝の中に稲藁や刈り取った雑草を入れることが行われる。
根深ネギでは、定植後は2週間から1か月の間隔で追肥と土寄を行って、茎を白く育てる軟化栽培を続けていくが、一度に土を被せてしまうと生長できなくなるため、苗が伸びるにしたがって葉の分かれ目（分蘖部）まで土を被せるように、少しずつ分けて土寄せが行われる。土寄せで葉鞘が遮光されると、白く柔らかくなるのに3 - 4週間ほどかかる。そのため、草体を大きくつくってから軟白に取りかかるのが大切で、追肥は生育の前半に、土寄せは生育の後半に重点を置くようにする。ネギ坊主（花）が出たら、生長の妨げになるので積みとってしまう。緑葉の生長が止まって秋に気温が下がってくるとネギが甘みが増して収穫期となり、「春まき」では翌春にネギ坊主が現れて固くなってしまう前までに収穫が行われる。軟白部を痛めないように鍬などで土を堀り上げ、軟白部をよく出してから手で抜き取って収穫する。
固定種は種を取ることができる。種をとる場合は、交雑しやすいことから多品種とは離隔された形の良い優良なネギを畑に残し、ネギ坊主が黒く結実したころに種をとる。元の品種が固定種であれば、形のよい1本立ちのものを選んで採種する。F1品種を採種した場合、二代目以降は分離して両親の形質が現れてしまい、分げつしてしまうなど一代目と同じ品質の再現は望めない。
分蘖ネギは株分けして育てるとよく、春（4月下旬ごろ）に畝に株間15cmほどで1本植えで株分けを行い、初秋（9月）に1、2本植えで定植する。

### 葉ネギの栽培
葉ネギは、種まきから収穫までに約2 - 3か月ほどで収穫できる。年間を通じて栽培しやすく、収穫時期に合わせて品種を使い分ける。苗の育て方は、根深ネギの栽培に準じて行う。株が小さいうちは酸性土壌に弱いため、石灰で土壌酸度を中和し、畑に深さ1 cmほどの溝を作って、種を直蒔きしていく。10日ほどで発芽し、1度だけ約3 cm間隔になるように間引きを行う。一般には、分蘖（株分かれ）した細ネギでの利用となるので、1カ所に5 - 6本まとめて、株間12 - 20 cmと広めにとって植え付ける。葉ネギ栽培では土寄せはごく少量しか行わないため、植え溝は深さ6 - 8 cmと浅めとする。2週間ごとに追肥を行い、草丈30 - 40 cmのころに収穫期を迎える。収穫は、株元から3 - 4 cmのところでハサミで切り取って収穫を行い、追肥を続けることで葉が再生して再収穫が可能となる。収穫を終えるときは株ごと引き抜く。
分蘖種が多い葉ネギでは、種をとらなくても株分けで増やすことができる。なお、京都特産で西日本で広く栽培される「九条太ネギ」はほとんど分蘖しないので、根深ネギに準じて栽培する。

### 病虫害
ネギは病虫害に強い作物であるが、病虫害としては、ネギハモグリバエやシロモジヨトウ、アブラムシがついたり、ベと病やさび病にかかったりする場合がある。ネギの表面はろう物質に覆われていて、薬剤がつきにくいため、薬剤に展着剤を加えてから薬剤散布する。苗を植え付けるとき、根元に半熟堆肥または藁をかけるて通気をよくすることで、アブラムシや赤さび病の予防につながる。べと病は高畝で水はけよく管理し、肥料過多にならないように注意して予防する。
ネギは他の作物の病気と害虫の予防効果を狙って、しばしばユウガオ、キュウリなどのウリ科野菜や、トマト、ナス、ホウレンソウなどの畑に混植されるコンパニオンプランツに利用される。

## 生産

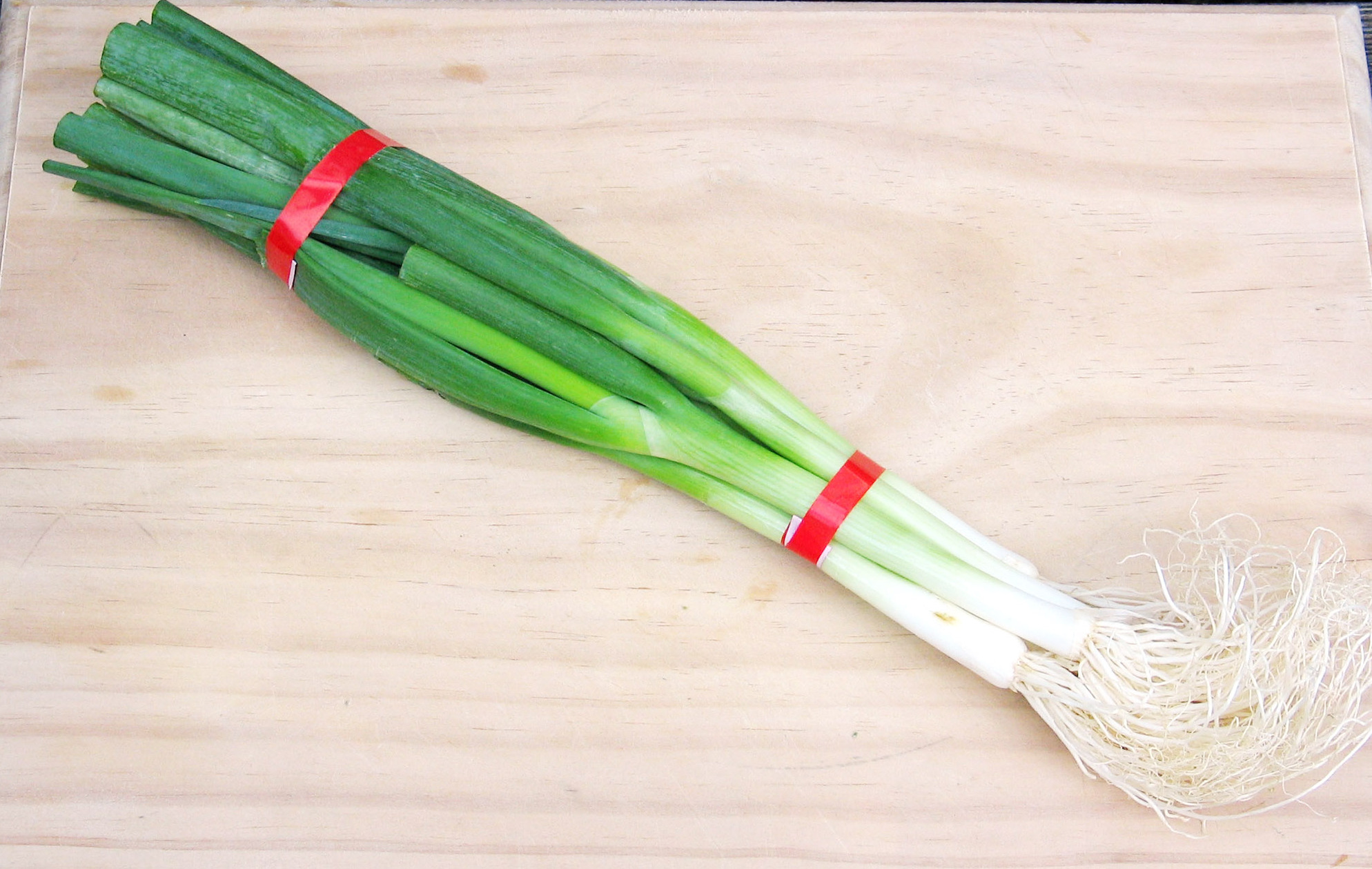
長ねぎの出荷状態の例

日本では全国的に栽培されているが、主産地は千葉県、茨城県、埼玉県、青森県などの東日本の地域である。一年を通じて安定的に供給されているが、夏ねぎは北海道産、秋冬ねぎは群馬県産も多い。輸入品は中国産が大半を占め、1997年までは冷凍主体の輸入であったが、1998年以降は生鮮品の輸入量が急増している。
日本の単位面積当たりの生産高は世界一で、生産高は世界2位である。人口が多く広大な土地を持つ中国における生産高は世界1位である。
他の野菜と比較して塩害に強いとされており、2002年に台風21号が関東地方に上陸後、九十九里浜周辺の畑では塩害によって野菜や街路樹が枯れたのに対し、ネギだけは枯れずに残っていた逸話がある。JA山武郡市ではこれをヒントに海水をかけて栽培した「九十九里 海っ子ねぎ」を販売している。
日本国内の産地が集まる「全国ねぎサミット」が開かれている。

## 栄養価
ネギの白い部分はビタミンC、青い部分にはカロテン、カルシウム、ビタミンKなどを含んでいる。根深ねぎは淡色野菜、葉ねぎは緑黄色野菜に分類され、栄養的にも大きな差異がある。根深ねぎよりも葉ねぎの方が栄養素量が多く、ミネラル類は根深ねぎの1.5倍から2倍量を含んでおり、ビタミン類も多く、カロテンとビタミンCは葉ねぎのほうが圧倒的に多い。
ネギの辛味と匂いのもとになっているのは硫化アリルで、この成分が胃液の分泌を促して、食欲増進や消化促進、胃腸を健康にする働きがあるといわれている。硫化アリルは体内で分解されることによりアリシンに変化する。アリシンは、豚肉などに多く含まれるビタミンB1の吸収を高めて、疲労回復や睡眠改善に効果が期待されている。

## 食用
1年を通じて流通するが、食材としての旬は冬場（12月 - 2月）である。野菜としては、白い部分は弾力があって艶があり、緑色と白色の境目がはっきりしていて、青い部分は肉厚でしっかり巻いて固く、葉先から根元まで全体に張りがあるものが良品とされる。
日本では古くから冷奴、蕎麦、うどんなどの薬味として用いられるほか、炒め物、ぬた、汁の実、鍋料理に欠かせない食材の一つ。ネギ特有の匂いが強いことから「葷」の一つ「禁葷食」ともされる。料理の脇役として扱われることが一般的だが、葉ネギはねぎ焼き、根深ネギはスープなどで主食材としても扱われる。ネギの先端にみられる「ネギ坊主」も若いものなら、炒め物や天ぷらにすると、タマネギのような甘みがあり食べられる。
生を薬味として使う場合では、小口切りや千切りにしてから水にさらすと辛味を抑えられ、千切りにしたものは特に「白髪ねぎ」とよんで料理の飾りに使われる。ただし、長時間水にさらすと硫化アリルも一緒に流れ出てしまうため、水につける時間はなるべく短時間で済ますのがよい。

### 料理
日本料理に好んで使われるが、西洋料理でも使われる。サラダ、冷奴、納豆や蕎麦など麺類を食べる際に生のまま食用とする場合がある。また、焼いて（ネギマなど）食べることもあるが、味噌汁やネギマ汁などの鍋料理に入れたり、炒め物に使用したり、カツ丼（タマネギの場合も）や鴨南蛮などで他の食材の具として利用したりするのが一般的である。冬のネギは特有の甘みがあり、肉の脂身ともよく合うため、香味野菜としてすき焼きや鴨鍋などの肉料理に使われる。
味噌を使用し「ねぎみそ」を作り、各種料理や酒肴（ツマミ）とされることもある。ねぎを食用油で揚げ、エキスを抽出したねぎ油も市販されている。

### 保存
乾燥を避けて保存するのが基本である。根元を湿らせたキッチンペーパーなどで包んで、時々濡らして乾燥させないように立てておくと、使いかけであっても常温で保存ができる。
泥付きネギは洗ったり、外皮を剥いたりしたネギよりも長期保存がきく。普通は新聞紙に巻いて冷暗所に立てておいて保存するが、鮮度がよい泥付きネギであれば、土に埋めておくとさらに長期保存ができる。

## 薬効
精油成分のアリルサルフィド（含硫化合物）を全体に含んでおり、鎮静、緩下、発汗、利尿などの作用をもつといわれている。薬用とする部位はネギの白い茎の部分で、白い部分を刻んで天日乾燥したものが生薬になり、葱白（そうはく）と称して、風邪やのどの痛みに使われる。また、昔から殺菌作用があることが知られ、風邪をひいたときにネギを食べさせるのが習慣になってきた。
ネギは硫化アリルの一種を含んでおり、この成分が血液を固まりにくくして、血栓を防ぐとともに、血糖値を下げて血圧上昇を抑える働きも認められており、生活習慣病を抑制する効果があるとみられている。世界的に使われているアスピリンという消炎鎮痛剤があるが、ネギのこの成分は、ヒトの体内でアスピリンとほぼ同じ機能を発揮して鎮痛・解熱作用があることがわかってきている。なお、この成分は葉ねぎよりも、根深ねぎのほうが多く含まれている。
伝統的な民間療法では、風邪の初期症状にネギを細かく刻みいれた湯飲みに、味噌やしょうゆと鰹節、おろしショウガを加えて、熱湯を注いでしばらく置いてから飲む方法が知られている。生のネギを刻んで、そばやうどんの薬味に多めに入れて食べて、すぐに就寝しても同様の効果が期待できる。
扁桃炎などののどの腫れや痛みには、ネギで湿布すると役立つとされ、長さ4 - 5 cmに切ったネギを熱湯にしばらく浸してから取り出し、すぐに縦に切り裂いてから内側のぬめり部分をのどの左右に当ててガーゼやタオルなどで抑えて温湿布にする。またネギを刻んで熱湯を注いでから、冷ました液で時々うがいしても同様の効果があるといわれている。

## ネギ属の植物

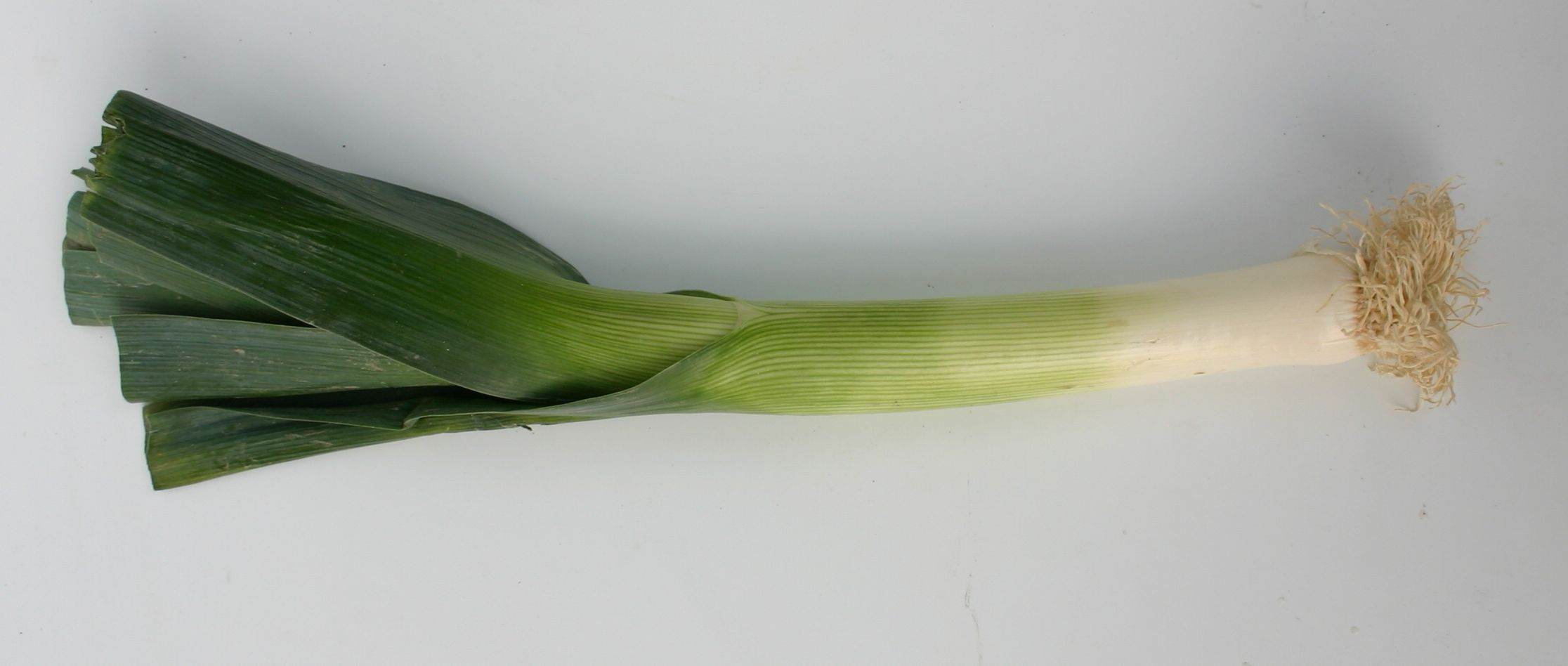
リーキ（ポロネギ）

ヨーロッパではチャイブ、リーキなどが栽培されている。
- リーキ（ポワロ、ポロネギ） - 西洋、フランスではポピュラーな洋種ネギの一種で、別名「ポロネギ」ともよばれる。日本の長ネギよりも太い[23]。加熱すると甘みが増して煮崩れしにくい。煮込み料理やグラタンなどに使われる[20]。
- チャイブ（セイヨウアサツキ）
- ワケギ（分葱）  - 植物学上はネギと別種[30]。ネギとタマネギの交雑種で、複数に分かれて細く育つ。江戸時代から冬葱（ふゆぎ）とよばれて栽培されていた[31]。
- アサツキ（浅葱） - 万能ねぎに似たワケギと同じ仲間で、砂丘地で栽培される。香りと香味があって主に薬味として使われ、鱗茎ごと食べられる[31]。

但し、分類に関しては現在ではチャイブの変種とされ、ワケギ（玉ねぎとねぎの雑種が固定化したもの）や万能ねぎ（小葱）の仲間ではないとされている。
- タマネギ
- ラッキョウ
- ニンニク
- ニラ
- ギョウジャニンニク
- ノビル

## 動物への影響
タマネギと同様に、イヌやネコなど動物が食べた場合には、アリルプロピルジスルファイドにより血液中の赤血球が破壊され、血尿・下痢・嘔吐・発熱を引き起こす。

## 催涙成分
ネギやタマネギの催涙成分は、かつては、「含有される硫化アリルの一種」と考えられていた。しかし近年の研究で、実際の催涙成分は、syn-プロパンチアール-S-オキシドと判明している。